# Glem
Glem je vaško naselje v Slovenski Istri, ki upravno spada pod Mestno občino Koper. 

## Opis naselja
Glem je višinsko dokaj razdeljena vas v južnem delu Šavrinskega gričevja, z gručastim jedrom na razmeroma strmem jugovzhodnem pobočju slemena Glenšine (350 m), ki se spušča v dolino Rokave. Na slemenu je zaselek Škljevec. 
Današnje gručasto naselje je predvidoma nastalo v 15. stoletju in ima številne značilnosti istrske ruralne arhitekture, kot so obzidana ognjišča, vodnjaki in pergole. Iz kamna grajene starejše hiše imajo majhna okna, posebej slikoviti so nekateri obnovljeni dimniki. 

## Glemski stolp
Glem je danes znan predvsem po svojem stolpu na robu vasi, ki naj po nekaterih virih bil del večjega beneškega obrambnega kompleksa, po drugih pa naj bi bil iz obdobja francoske zasedbe. Ko je minilo obdobje vojaške nevarnosti in stalne pripravljenosti, so tovrstni zgodovinski objekti največkrat propadli, zaradi nevzdrževanja, le ponekod se gre lastnikom zahvaliti za obnovo starih, potencialov polnih stavb, da se niso spremenili v kup kamenja. Tudi glemski stolp je bil še pred nekaj leti le ostanek ruševin, vendar je bil s prenovo ponovno obujen v življenje in naselju daje nov izgled, hkrati pa pomeni potencial za razvoj dejavnosti, ki bodo pripomogle k ureditvi in razvoju naselja ter tudi njegove turistične ponudbe.

## Sakralni objekti
Podružnična cerkev v središču naselja je posvečena Marijinemu vnebovzetju. Izven višje ležečega zaselka Škrljevec stoji na pokopališču cerkev sv. Nazarija. Obe od 1. januarja 2018 spadata pod Župnija Marezige.